# Hanna Kostrzewska
Hanna Wiesława Kostrzewska (ur. 23 lutego 1958) – polska teoretyczka muzyki, rektor Akademii Muzycznej im. Ignacego Jana Paderewskiego w Poznaniu (2020–2024 oraz 2024–2028).

## Życiorys
Ukończyła studia na Akademii Muzycznej im. I. J. Paderewskiego w Poznaniu (1982). W 1993 uzyskała doktorat nauk humanistycznych w zakresie filozofii na Wydziale Nauk Społecznych Uniwersytetu im. A. Mickiewicza w Poznaniu na podstawie pracy Sonorystyka jako kategoria estetycznomuzyczna (promotor – Michał Piotrowski). Habilitowała się w 2012 na Akademii Muzycznej w Krakowie ze sztuk muzycznych w dyscyplinie kompozycja i teoria muzyki, przedstawiając dzieło Fresk w muzyce polskiej XX i XXI wieku. W poszukiwaniu differentia specifica. W 2014 uzyskała tytuł profesora sztuk muzycznych.
Uczyła gry na fortepianie i rytmiki, występowała jako pianistka-akompaniatorka. Od 1985 związana z macierzystą uczelnią. Wykładała na Wydziale Kompozycji, Dyrygentury, Teorii Muzyki i Rytmiki w Katedrze Teorii Muzyki, gdzie pełniła funkcję dziekana. Wybrana na rektora Akademii Muzycznej w Poznaniu w kadencji 2020–2024 oraz 2024–2028. Ekspertka Polskiej Komisji Akredytacyjnej.
Prowadziła badania nad filozoficznymi problemami muzyki, twórczością Feliksa Nowowiejskiego, biografią Kazimierza Flataua. Wypromowała troje doktorów.
Od 2008 wiceprezeska Towarzystwa im. Feliksa Nowowiejskiego.

## Odznaczenia, nagrody, wyróżnienia
- Srebrny Krzyż Zasługi (2000)[10]
- Medal Bene Merenti (2000)
- Odznaka Zasłużonego Działacza Kultury (2002)
- Odznaka Honorowa „Zasłużony dla Kultury Polskiej” Ministra Kultury i Dziedzictwa Narodowego (2008)
- Medal z okazji 100-lecia Roty F. Nowowiejskiego (2010)
- Medal Srebrny za Długoletnią Służbę (2012)
- Nagrody Rektorskie (1993, 1995, 2000, 2001, 2002, 2003, 2006, 2007, 2009, 2012, 2013)

## Publikacje
Autorka bądź współautorka 5 monografii, 40 artykułów i 30 referatów naukowych.
Wydawnictwa książkowe
- Sonorystyka, Ars Nova, Poznań 1994; wydanie II – Akademia Muzyczna im. I. J. Paderewskiego, Poznań 2009, ISBN 83-85409-17-3.
- Analogia i muzyka. Z filozoficznych problemów muzyki, Akademia Muzyczna im. I. J. Paderewskiego, Poznań 2001, ISBN 83-88392-07-7.
- Kazimierz Flatau, z serii Biografie, Akademia Muzyczna im. I. J. Paderewskiego, Poznań 2007, ISBN 978-83-88392-18-4.
- Fresk w muzyce polskiej XX i XX wieku. W poszukiwaniu differentia specifica, Akademia Muzyczna im. I. J. Paderewskiego, Poznań 2012, ISBN 978-83-88392-55-9.